# Aleuritopteris humatifolia
Aleuritopteris humatifolia là một loài thực vật có mạch trong họ Adiantaceae. Loài này được X.C. Zhang & L. Shi miêu tả khoa học đầu tiên năm 1994.